# Spring Affair
Spring Affair è un singolo della cantautrice statunitense Donna Summer, il primo estratto dall' album in studio Four Seasons of Love, e pubblicato il 24 Settembre 1976 dall'etichetta Casablanca Records.

## Descrizione
Il viaggio di Donna Summer nella musica disco continuò con un altro successo, Spring Affair, tratto dal nuovo concept album Four Seasons of Love. Spring Affair, nell'album, ha il compito di attuare il risveglio ormonale. Fu pubblicato come singolo nel settembre del 1976 ed ottenne il successo tra dicembre '76 e gennaio '77.

## Tracce
1. Spring Affair – 3:39 (Pete Bellotte - Giorgio Moroder - Donna Summer)
2. Come with Me – 4:22 (Pete Bellotte - Giorgio Moroder)

## Classifiche
| Classifica (1976-1977)   | Posizione più alta |
| ------------------------ | ------------------ |
| Austria                  | 9                  |
| Canada                   | 10                 |
| Francia                  | 4                  |
| Germania                 | 8                  |
| Italia                   | 5                  |
| Norvegia                 | 14                 |
| Nuova Zelanda            | 17                 |
| Regno Unito              | 25                 |
| Svezia                   | 6                  |
| Svizzera                 | 6                  |
| U.S: Billboard Hot 100   | 4                  |
| U.S: Hot Dance Club Play | 1                  |